# Graphium aurivilliusi
Graphium aurivilliusi är en fjärilsart som först beskrevs av Seeldrayers 1896.  Graphium aurivilliusi ingår i släktet Graphium och familjen riddarfjärilar. IUCN kategoriserar arten globalt som otillräckligt studerad. Inga underarter finns listade i Catalogue of Life.

## Bildgalleri

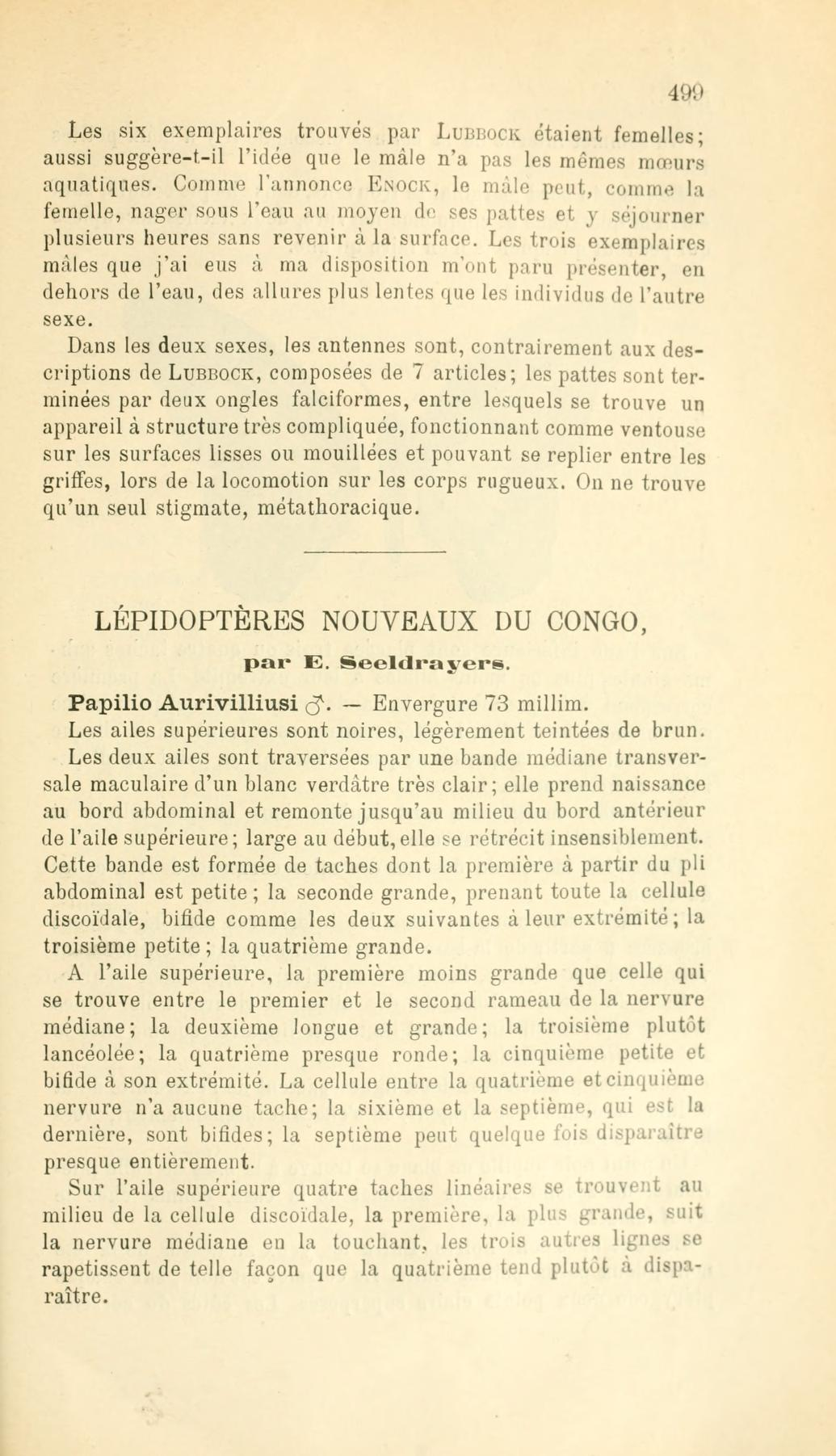
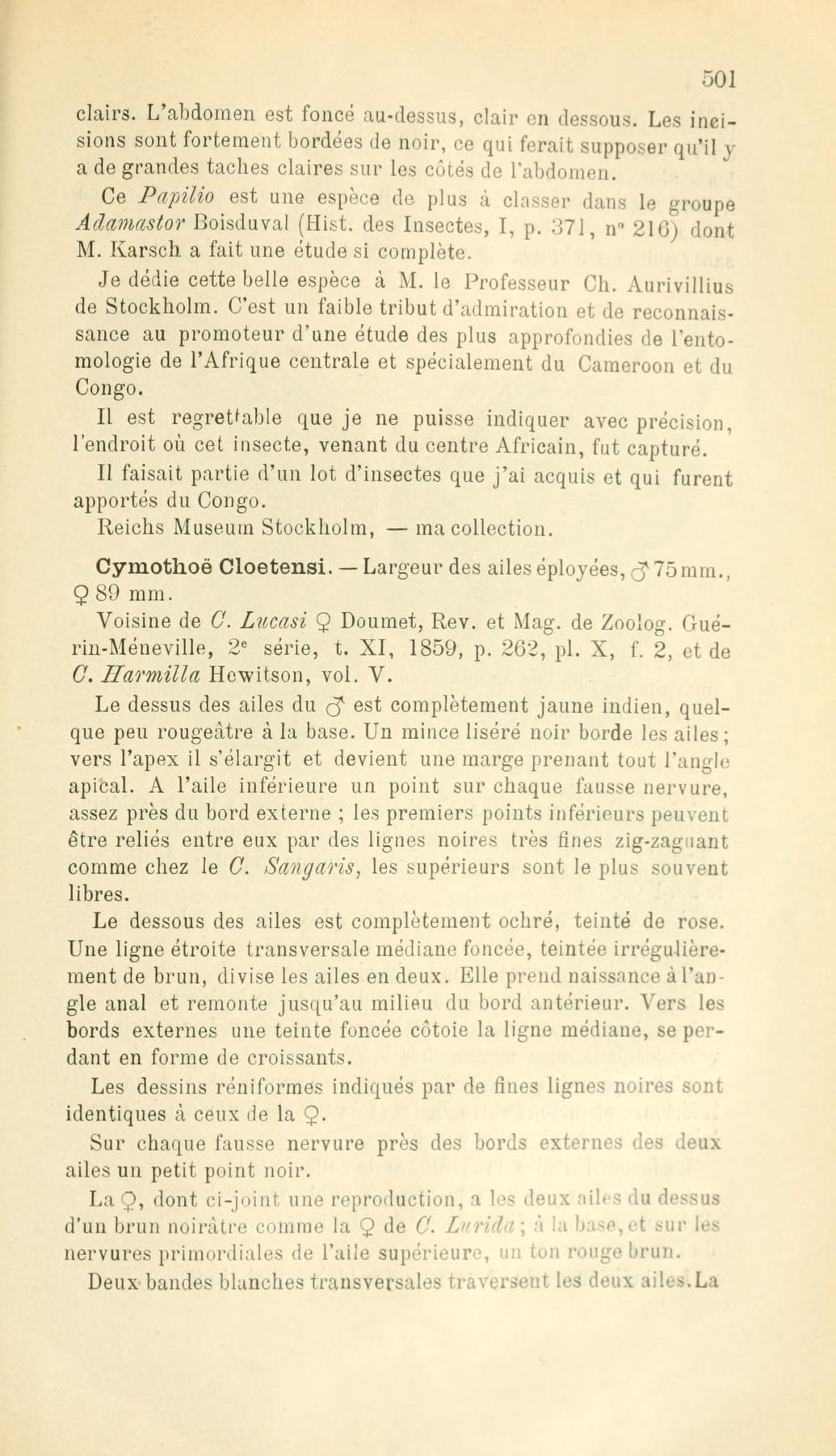